# Метателна мина
Метателна мина – боеприпаси, някога смятани за перспективна алтернатива на първите торпеда, (10-дюймов морски миномет с 25 кг динамит и далечина на стрелбата 30 метра).
Към 1900 г. от 111 руски миноноски построени от 1878 г., на 46 са поставени морски миномети, на 43 неподвижни торпедни апарати и на 14 въртящи се торпедни апарати